# Rod Temperton
Rod Temperton, właśc. Rodney Lynn Temperton (ur. 9 października 1949 w Cleethorpes, zm. 25 września 2016 w Londynie) – brytyjski kompozytor, którego utwory znalazły się na albumach Michaela Jacksona.

## Utwory
- album Off the Wall (1979):
  - „Rock with You”
  - „Off the Wall”
  - „Burn This Disco Out”
- album Thriller (1982):
  - „Baby Be Mine”
  - „Thriller”
  - „The Lady In My Life”